# Папуванин, Висай
Висай Папуванин (англ. Visay Phaphouvanin; род. 12 июня 1985, Вьентьян) — лаосский футболист, нападающий клуба «Лао Полис».
Выступал за таиландскую команду «Удон Тхани Гиантс» в 2003 году. С 2004 года играл за клуб «Вьентьян». В 2005 и 2006 годах команда становилась чемпионом Лаоса.
В составе сборной Лаоса провёл 51 матч и забил 18 голов.

## Достижения
- Чемпион Лаоса (2): 2005, 2006